# Amt Märkische Heide
Das Amt Märkische Heide war ein 1992 gebildetes Amt im Land Brandenburg, in dem sich 14 Gemeinden in den damaligen Kreisen Beeskow und Lübben (heute Landkreis Dahme-Spreewald, Brandenburg) zu einem Verwaltungsverbund zusammengeschlossen hatten. Drei weitere Gemeinden wurden dem Amt durch den brandenburgischen Innenminister zugeordnet. Sitz der Amtsverwaltung war in der Gemeinde Groß Leuthen. Das Amt Märkisch Heide wurde 2003 wieder aufgelöst, es hatte zuletzt 4899 Einwohner.

## Geographische Lage
Das Amt Märkische Heide grenzte im Norden an das Amt Storkow (Mark), im Nordosten an das Amt Tauche, im Osten und Südosten an das Amt Oberspreewald, im Süden und Südwesten an die amtsfreie Stadt Lübben (Spreewald) und im Westen und Nordwesten an das Amt Unterspreewald.

## Geschichte
Der Minister des Innern des Landes Brandenburg erteilte am 29. Oktober 1992 seine Zustimmung zur Bildung des Amtes Märkische Heide. Als Zeitpunkt des Zustandekommens des Amtes wurde der 2. November 1992 festgelegt. Das Amt hatte seinen Sitz in der Gemeinde Groß Leuthen und bestand aus 17 Gemeinden in den damaligen Kreisen Beeskow und Lübben:
1. Groß Leuthen
2. Gröditsch
3. Kuschkow
4. Glietz
5. Dollgen
6. Leibchel
7. Klein Leine
8. Groß Leine
9. Pretschen
10. Krugau
11. Schuhlen-Wiese
12. Wittmannsdorf-Bückchen
13. Dürrenhofe
14. Plattkow

Außerdem wurden dem Amt nach §1 Abs. 4 der Amtsordnung des Landes Brandenburg die Gemeinden:
1. Alt-Schadow
2. Hohenbrück-Neu Schadow
3. Biebersdorf

zugeordnet.
Am 4. September 2002 genehmigte das Innenministerium des Landes Brandenburg den Zusammenschluss der Gemeinden Biebersdorf, Glietz, Groß Leuthen, Klein Leine, Leibchel, Plattkow, Schuhlen-Wiese und Wittmannsdorf-Bückchen zur neuen Gemeinde Märkische Heide. Der Zusammenschluss wurde aber erst zum 26. Oktober 2003 rechtswirksam.
Zum 26. Oktober 2003 wurden die Gemeinden Alt-Schadow, Dollgen, Dürrenhofe, Gröditsch, Groß Leine, Hohenbrück-Neu Schadow, Krugau, Kuschkow und Pretschen in die neuentstehende Gemeinde Märkische Heide eingegliedert. Das Amt Märkische Heide wurde aufgelöst, die Gemeinde Märkische Heide amtsfrei.

## Amtsdirektor
Letzter Amtsdirektor war Horst Theile.

## Belege
1. ↑  Bildung der Ämter Niemegk und Märkische Heide. Bekanntmachung des Ministers des Innern vom 29. Oktober 1992. In: Amtsblatt für Brandenburg. Gemeinsames Ministerialblatt für das Land Brandenburg. 3. Jahrgang, Nummer 94, 8. Dezember 1992, S. 2128.
2. ↑  Bildung einer neuen Gemeinde Märkische Heide. Bekanntmachung des Ministeriums des Innern vom 4. September 2002. In: Amtsblatt für Brandenburg. Gemeinsames Ministerialblatt für das Land Brandenburg. 13. Jahrgang, Nummer 39, 18. September 2002, S. 843, PDF.
3. ↑  Sechstes Gesetz zur landesweiten Gemeindegebietsreform betreffend die Landkreise Dahme-Spreewald, Elbe-Elster, Oberspreewald-Lausitz, Oder-Spree und Spree-Neiße (6.GemGebRefGBbg) vom 24. März 2003. In: Gesetz- und Verordnungsblatt für das Land Brandenburg, I (Gesetze). 2003, Nr. 05, S. 93
4. ↑  Ingvil Schirling: Vergangenes achten, Neues kritisch betrachten. [10-jähriges Jubiläum des Amtes Märkische Heide] In: Lausitzer Rundschau. 30. November 2002